# Laure Kuetey
Laure Isabelle Kuetey (* 6. März 1971) ist eine beninische Sprinterin.
Für ihr Land nahm sie an den Olympischen Spielen 1992 in Barcelona, 1996 in Atlanta und 2000 in Sydney als einer von sechs, fünf bzw. vier Sportlern teil. Bei den Spielen 1992 und 1996 war sie der Fahnenträger Benins. Auf der 100-Meter-Distanz schied sie 1992 in Vorlauf 4 mit einer Zeit von 13,11 s aus, auf der 200-Meter-Distanz 1996 in Vorlauf 1 mit einer Zeit von 25,57 s und 2000 über 100 Meter in Vorlauf 6 mit 12,40 s.
Weitere internationale Teilnahmen hatte Kuetey u. a. bei den Weltmeisterschaften 1991 in Tokio (Start über 100 m) sowie 1997 in Athen (Starts über 100 und 200 m), wobei sie jeweils in den Vorläufen ausschied.

## Persönliche Bestzeiten
- 60 Meter: 7,71 s (1997)
- 100 Meter: 11,87 s (1999)
- 200 Meter: 24,80 s (1997)